# Централен македонски силогос
Централният македонски силогос (на гръцки: Κεντρικός Μακεδονικός Σύλλογος) е гръцка организация, част от гръцката въоръжена пропаганда в Македония.
Създадена е в Атина през 1902 година от братята Теохарис и Маврудис Героянис. Организацията има за цел да представи и защити гръцката гледна точка за населението на Егейска Македония преди и след Илинденско-Преображенското въстание. Отделно с помощта на организацията се изпращат андартски чети в Македония. През 1905 година започва да издава свой вестник „Александър Велики“. През 1907 година заедно с други подобни сдружения влиза в Панмакедонския силогос.